# Cmentarz żydowski w Żyrardowie
Cmentarz żydowski w Żyrardowie – nekropolia żydowska znajdująca się przy ul. Mireckiego 3 w Żyrardowie.

## Opis
Cmentarz został założony w 1874 roku. Zachowało się na nim około 100 nagrobków z napisami w języku hebrajskim, jidysz i polskim, spośród których najstarszy pochodzi z 1880 roku. 
Na cmentarzu znajduje się wystawiony w 1967 pomnik upamiętniający ofiary Zagłady. Pomnik ma formę wysokiego obelisku zwieńczonego płomieniem znicza. U jego podstawy znajduje się tablica z napisami w językach polskim i hebrajskim: Cześć pamięci męczenników Żyrardowa, zamordowanych przez hitlerowskich ludobójców. Z drugiej strony obelisku znajduje się napis w języku angielskim: Pamięci Samuela Meppena (1894–1975), jego niestrudzone wysiłki pomogły odbudować ten cmentarz.
Nekropolia ma powierzchnię ok. 0,8 ha i jest ogrodzona.

## Galeria

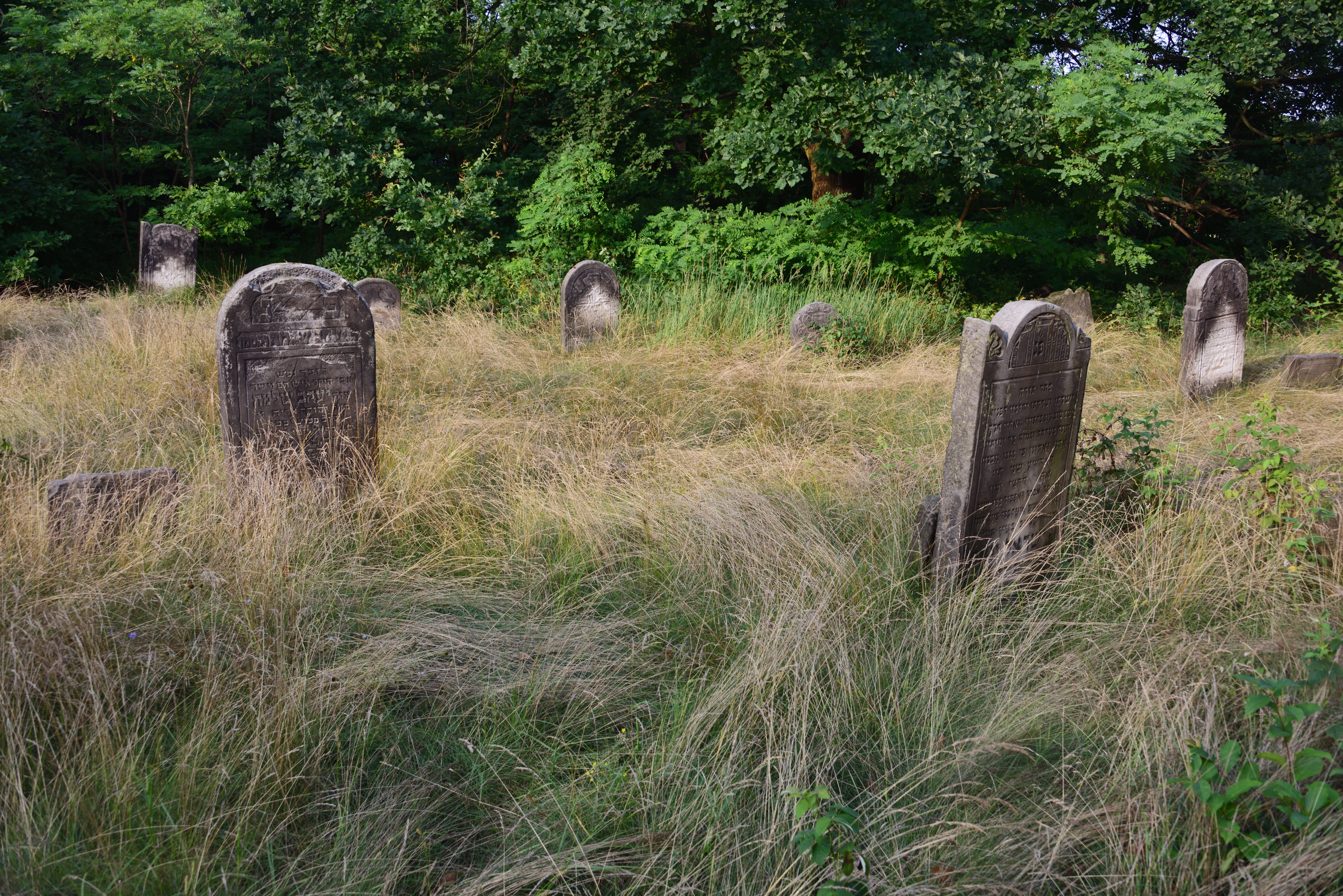
Fragment nekropolii
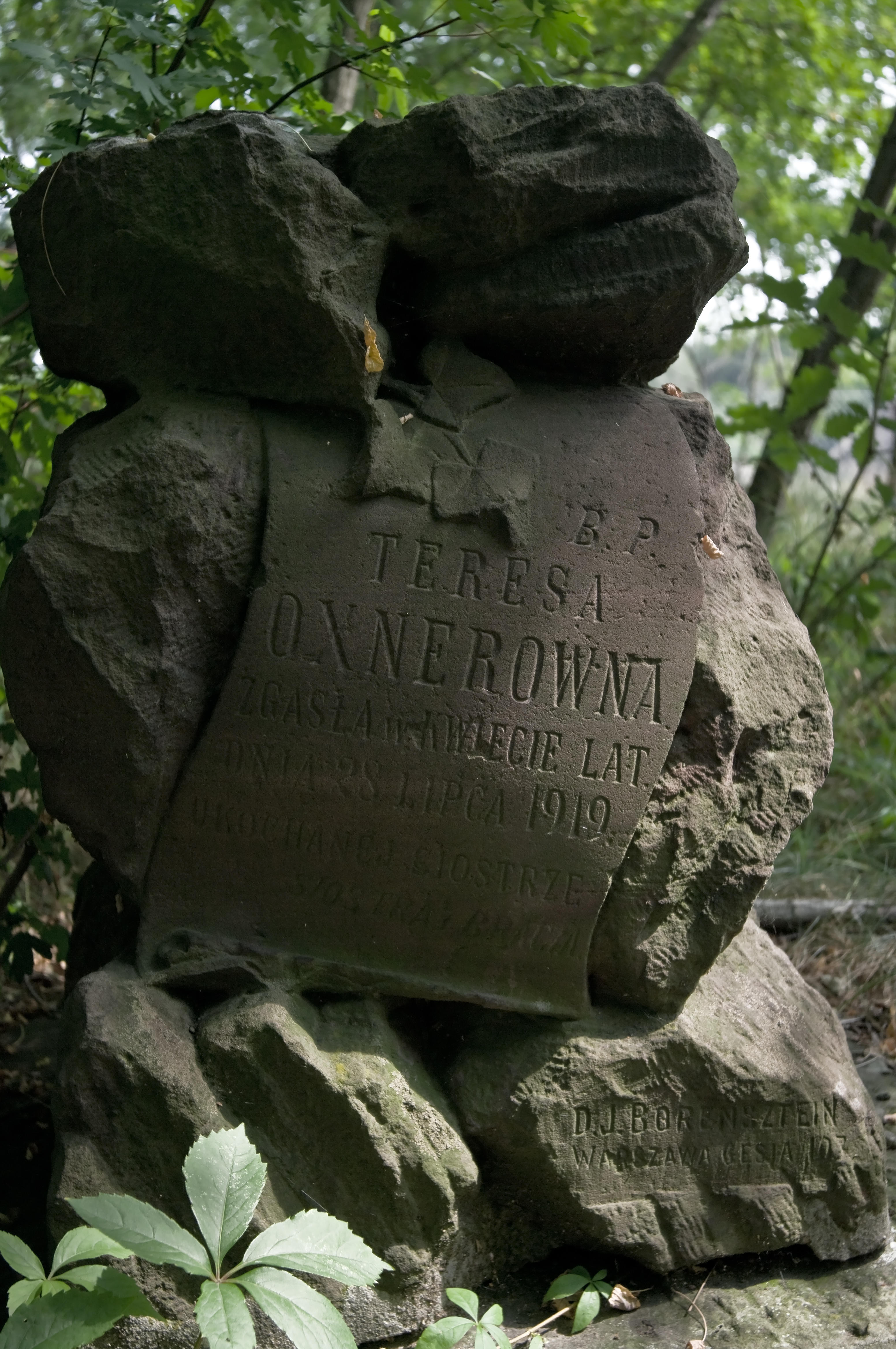
Nietypowy nagrobek Teresy Oxnerównej
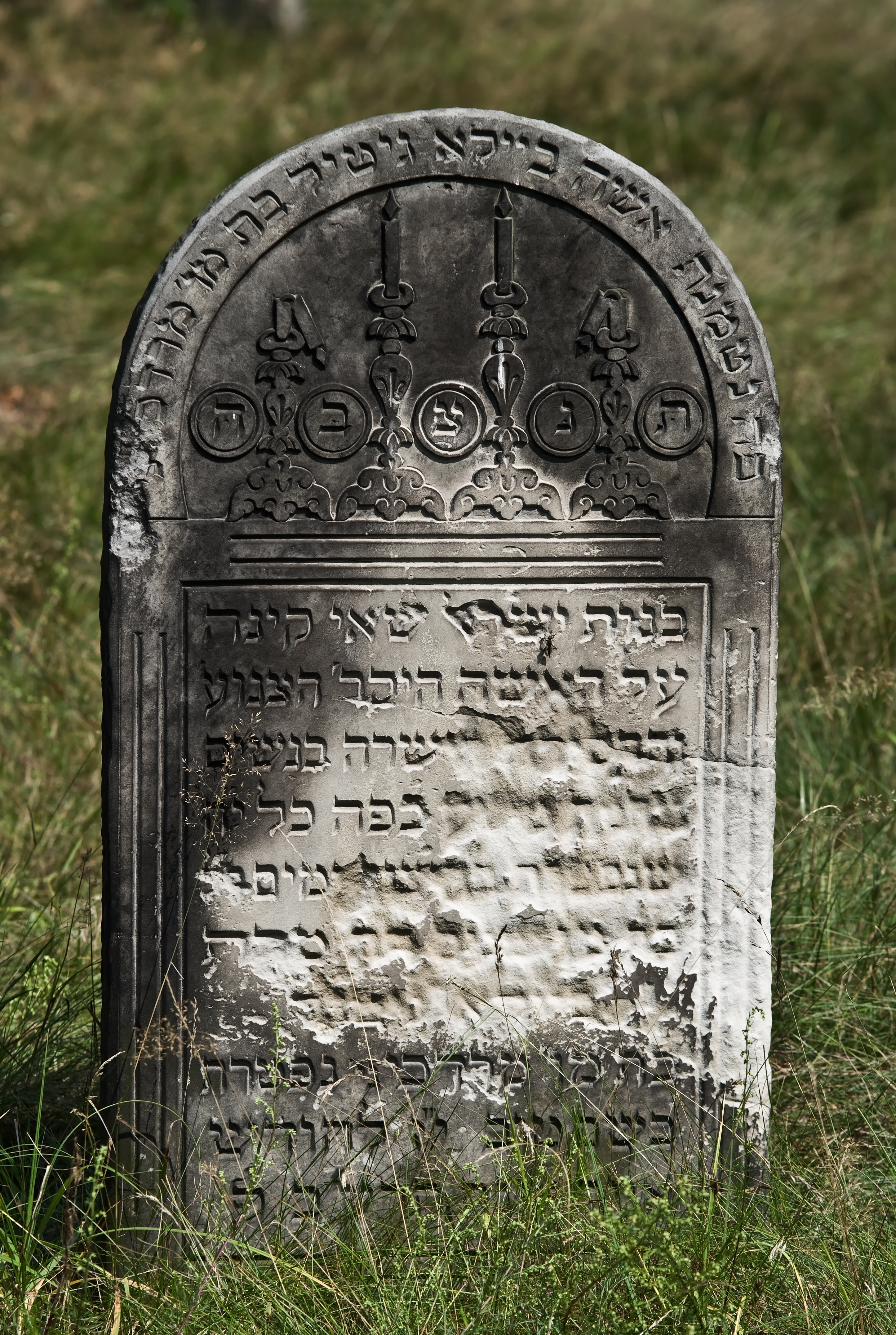
Macewa
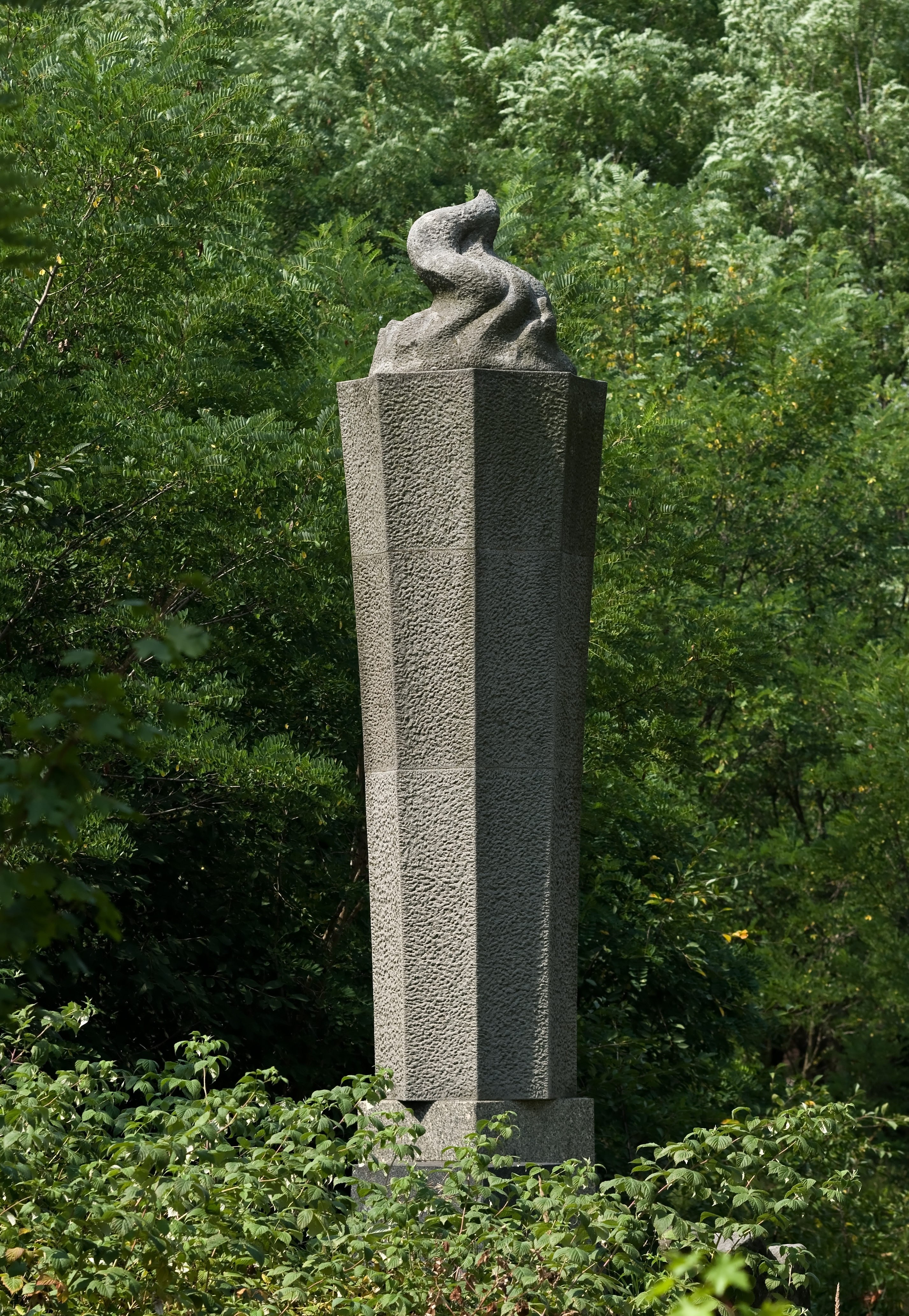
Obelisk upamiętniający ofiary Zagłady